# Johann Minder
Johann Minder (1848 - 1907) was een Zwitsers politicus.
Johann Minder was een partijloos politicus en lid van de Regeringsraad van het kanton Bern. Van 1 juni 1900 tot 31 mei 1901 was hij voorzitter van de Regeringsraad (dat wil zeggen regeringsleider) van het kanton Bern.